# ЛОРА (ракета)
Вижте пояснителната страница за други значения на Лора.
ЛОРА е стратегическа квазибалистична ракета произвеждана от Израел. Ракетата се насочва посредством GPS. Може да бъде изстрелвана от наземна установка или от кораб.

## Подобни ракетни системи
- Хадес
- Р-400
- ОТР-21
- 9М72 Искандер